# Pure Massacre
«Pure Massacre» (рус. Чистая резня) — песня австралийской рок-группы Silverchair с альбома Frogstomp, выпущенный в виде сингла 16 января 1995 года лейблом Murmur. Песня также вошла в сборник хитов группы The Best Of: Volume 1, выпущенный 13 ноября 2000 года. Концертная запись «Pure Massacre» была включена в бонусный диск «Rarities» с ремастером Frogstomp: 20th Anniversary, выпущенный 27 марта 2015 года.
Это было успешное продолжение дебютного сингла группы «Tomorrow» (1994 г.), занявшего второе место как в Австралии, так и в Новой Зеландии. Она также достигла 17-й строчки в американском чарте Billboard Modern Rock Tracks и 12-й строчки в чарте Billboard Album Rock Tracks. Silverchair исполнили песню во время живого выступления на Saturday Night Live 9 декабря 1995 года.

## О песне
Согласно интервью с вокалистом и гитаристом Дэниелом Джонсом в январе 1995 и 1996 годов, песня и её текст вдохновлены Боснийской войной: 

Это довольно тупо, война и всё такое. Поэтому мне показалось правильным написать песню именно об этом, а не о чём-то обычном — вроде о девушках или о чём-то ещё. Это заняло около получаса; идея пришла мне в голову сразу.

## Музыкальное видео
Австралийское музыкальное видео было снято режиссёром Робертом Хэмблингом и состоит из кадров концерта Silverchair в Сиднее, Австралия. Видео было снято в декабре 1994 года. А режиссёром американского музыкального видео был Питер Кристоферсон. Австралийское музыкальное видео «Pure Massacre» и живое исполнение песни в июне 1995 года были включены в бонусный DVD Frogstomp: 20th Anniversary Deluxe Edition в марте 2015 года.

## Отзывы критиков
Дэвид Фрике из Rolling Stone писал что «Таким по-настоящему бесстыдным желающим, как Bush, должно быть, очень повезло, что у Silverchair — особенно у главных авторов группы, вокалиста-гитариста Дэниела Джонса и барабанщика Бена Гиллиса — есть такой острый ум, который они проявляют в Frogstomp как „Pure Massacre“ и „Israel’s Son“. Когда этим парням исполнится 18, они действительно будут великолепны».

## Список композиций
Australian CD and cassette single (MATTCD005; MATTC005)
1. «Pure Massacre»
2. «Faultline» (на концерте в Ньюкасл, 21 октября 1994)
3. «Stoned» (на концерте в Ньюкасле, 21 октября 1994)

European CD single (6612872)
1. «Pure Massacre»
2. «Acid Rain»
3. «Blind»
4. «Stoned»

UK CD single (6622642) 
1. «Pure Massacre»
2. «Acid Rain»
3. «Blind»

UK 12-inch single (0166226420)
1. «Pure Massacre»
2. «Acid Rain»
3. «Stoned»
4. «Blind»

## Чарты
| Чарт (1995 г.)                      | Позиция в чарте |
| ----------------------------------- | --------------- |
| Австралия (ARIA)                    | 2               |
| Канада (RPM Rock/Alternative)       | 13              |
| Новая Зеландия (Recorded Music NZ)  | 2               |
| Шотландия (OCC Scotland)            | 91              |
| Великобритания (OCC UK Singles)     | 71              |
| США (Billboard Alternative Airplay) | 17              |
| США (Billboard Mainstream Rock)     | 12              |
| США (Billboard Radio Songs)         | 72              |

| Чарт (1995 г.)                     | Позиция в чарте |
| ---------------------------------- | --------------- |
| Австралия (ARIA)                   | 31              |
| Новая Зеландия (Recorded Music NZ) | 37              |

## Сертификации
| Регион                                                                      | Сертификация | Продажи |
| --------------------------------------------------------------------------- | ------------ | ------- |
| Австралия (ARIA)                                                            | Платиновый   | 70 000  |
| Данные о продажах + прослушиваниях приведены только на основе сертификации. |              |         |